# Нововоскресенка (Новосибирская область)
Нововоскресенка — деревня в Черепановском районе Новосибирской области. Входит в состав Карасевского сельсовета.

## География
Площадь деревня — 63 гектаров.

## Население
| 2002 | 2007 | 2010 |
| ---- | ---- | ---- |
| 606  | ↗661 | ↘530 |

## Инфраструктура
В деревне по данным на 2007 год функционируют 1 учреждение здравоохранения и 1 учреждение образования.